# Андреев, Евгений (хоккеист)
Евгений Андреев (1923 — неизвестно) — советский хоккеист, нападающий.

## Биография
Выступал за ленинградские команды «Дзержинец» / «Авангард» (1947/48 — 1948/49, 1951/52, 1954/55), ОДО (1950/51), ЛИИЖТ (1956/57). В чемпионате СССР провёл четыре сезона (1947/48 — 1948/49).